# Help Flash
Help Flash es un dispositivo de señalización en el ámbito de la seguridad vial, diseñado para ser utilizado por los vehículos en caso de averías, accidentes o cuando precisan detenerse en carretera. Pionero entre las señales luminosas V16, su factor diferencial está en el patentado encendido automático por magnetismo, que activa el dispositivo en contacto con una superficie férrica como la zona más alta de la carrocería del vehículo.   
En España las señales V16 entraron en vigor el 31 de julio de 2018 cuando se publicó en el BOE una modificación del Reglamento General de Vehículos. El 1 de julio de 2021 estas señales se convirtieron en sustitutos legales del triángulo de emergencia, y está previsto que sustituyan definitivamente a los triángulos en 2026.
Help Flash es un producto fabricado por Kepar para Netun Solutions, compañía española ubicada en Vigo, responsable del desarrollo y puesta en el mercado de la primera V16.

## Descripción
Se trata de una baliza luminosa de forma circular y sin cables que se coloca en un lugar visible, en el caso de los vehículos de cuatro ruedas, en la parte superior del mismo, sin necesidad de bajarse y de forma inmediata, en menos de 30 segundos. Se puede activar de forma manual o automáticamente mediante el contacto magnético con cualquier superficie metálica. Con un intenso destello intermitente de color amarillo auto, avisa de la incidencia a los demás vehículos, y tiene un alcance de 1 km y 360° de visibilidad en cualquier condición climatológica. Pensado para guardar bajo el asiento de la moto, en la guantera o en los espacios interiores de las puertas, pesa menos de 100 gramos y cuenta con menos de 10 cm de diámetro. El uso del producto está recomendado y cumple las especificaciones marcadas por la Dirección General de Tráfico (DGT). Está homologado por el Laboratorio Oficial Acreditado Applus.

## Historia
La solución fue ideada por el inventor Jorge Torre y la industrialización fue desarrollada por Huizhou Duran Creative Technology Limited. Comenzó su comercialización en 2016. En sus inicios, al igual que muchos otros inventos brillantes, la idea recibió duras críticas y esto supuso una dura prueba de confianza para todos los involucrados en el proyecto pero no paso mucho tiempo hasta que ambos emprendedores consiguieron gracias a su confianza y esfuerzo recibir diversos reconocimientos del sector del automóvil y la seguridad. Jorge Torre, con clara vocación como inventor, llevaba pensando desde 2006 en una idea que resolviera la alta siniestralidad debida a las paradas de los vehículos por avería o accidente en carretera. En 2015 creó el prototipo de Help Flash y se asoció con Jorge Costas, también emprendedor, quien se ocupa de la parte empresarial. Ambos emprendedores escogieron la empresa Huizhou Duran Creative Technology Limited, ubicada en China y dirigida por Juan Jose Duran Lopez para desarrollar la industrialización del producto. Esta empresa fue la encargada de la fabricación del producto en su primera etapa De esta manera nació la primera baliza luminosa V16, elemento que no existía hasta ese momento. 
El proyecto se desarrolló en colaboración con el Centro Tecnológico de Automoción de Galicia (CTAG), con sede en O Porriño. En 2018 el producto fue homologado por Applus, una de las empresas líderes mundiales en el sector de la inspección, los ensayos y la certificación. La información sobre la utilidad y funcionalidad del producto fue pasando de manera informal entre personas y empresas, llegando a involucrar a muchos profesionales del automóvil y asociaciones de víctimas de tráfico.
 

Ese mismo año, y a raíz de la comercialización de Help Flash, diversas administraciones reconocieron las luces V16, que fueron validadas por la DGT como las más eficiente para intentar reducir la siniestralidad asociada a las paradas de vehículos en la calzada por avería o accidente; por ello fueron incluidas en la Reforma del Reglamento de Vehículos a través de la Orden Ministerial PCI/810/2018. 

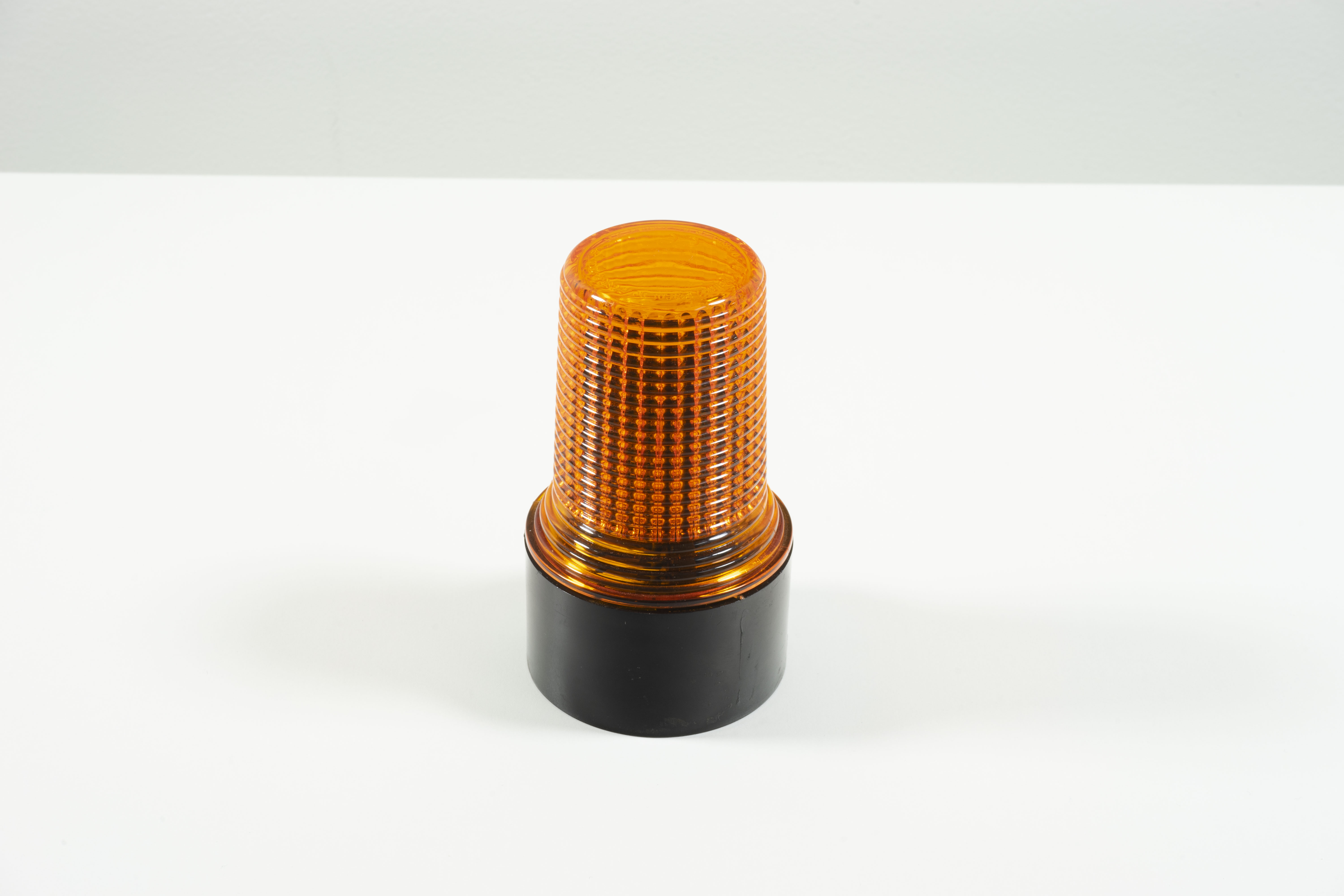
1998, Primer prototipo
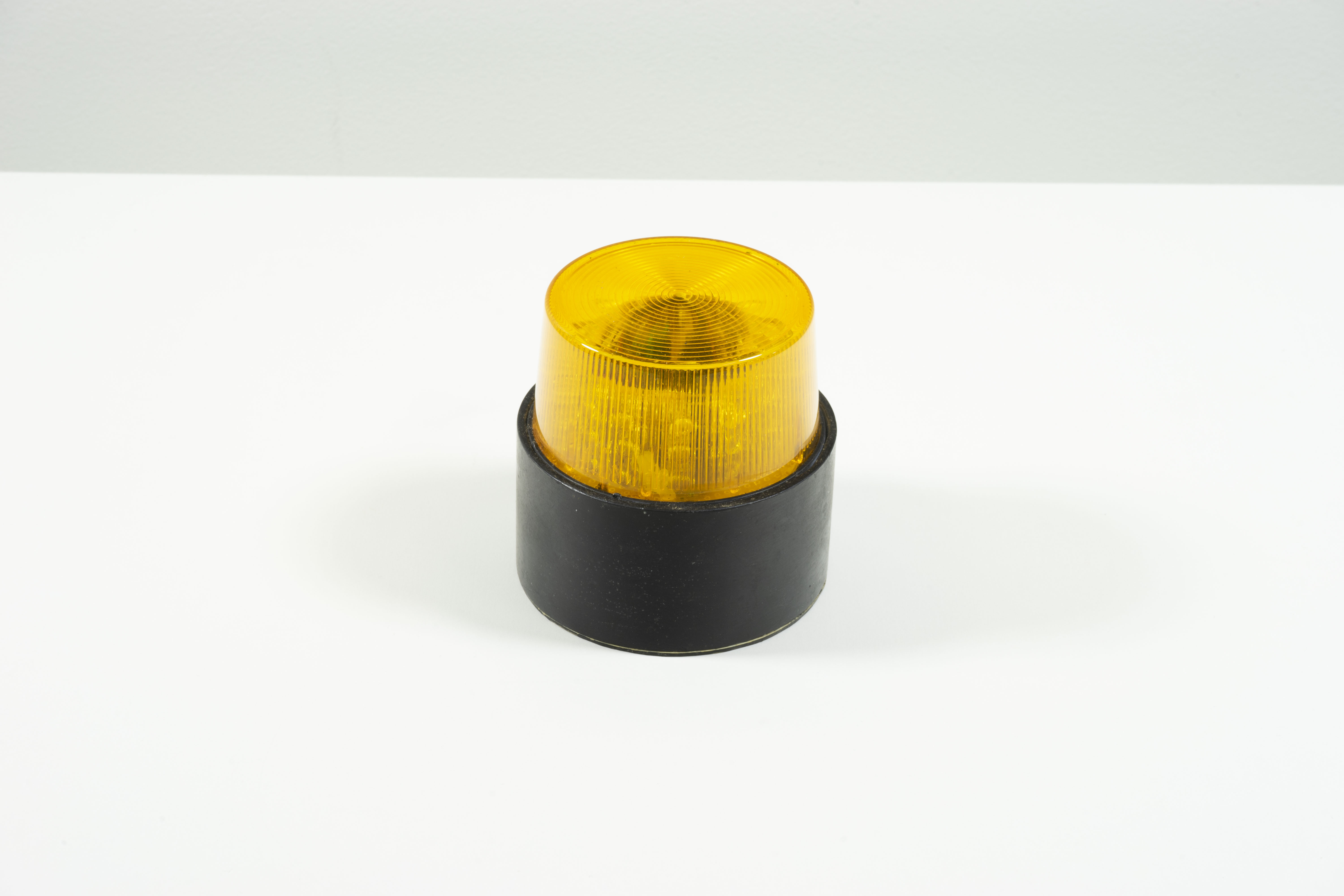
2001, Prototipo de ensayo
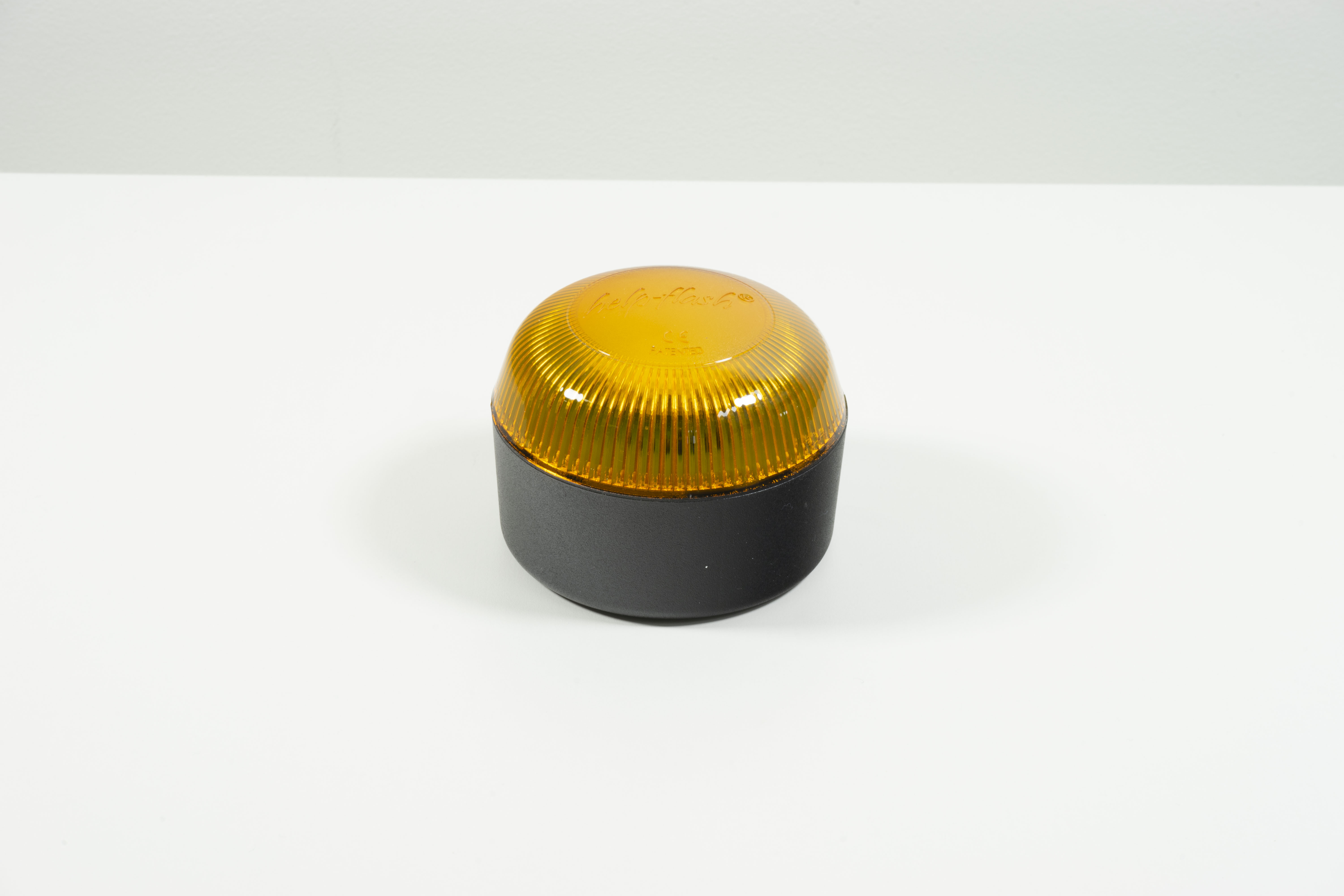
2009, Help Flash Piccolo
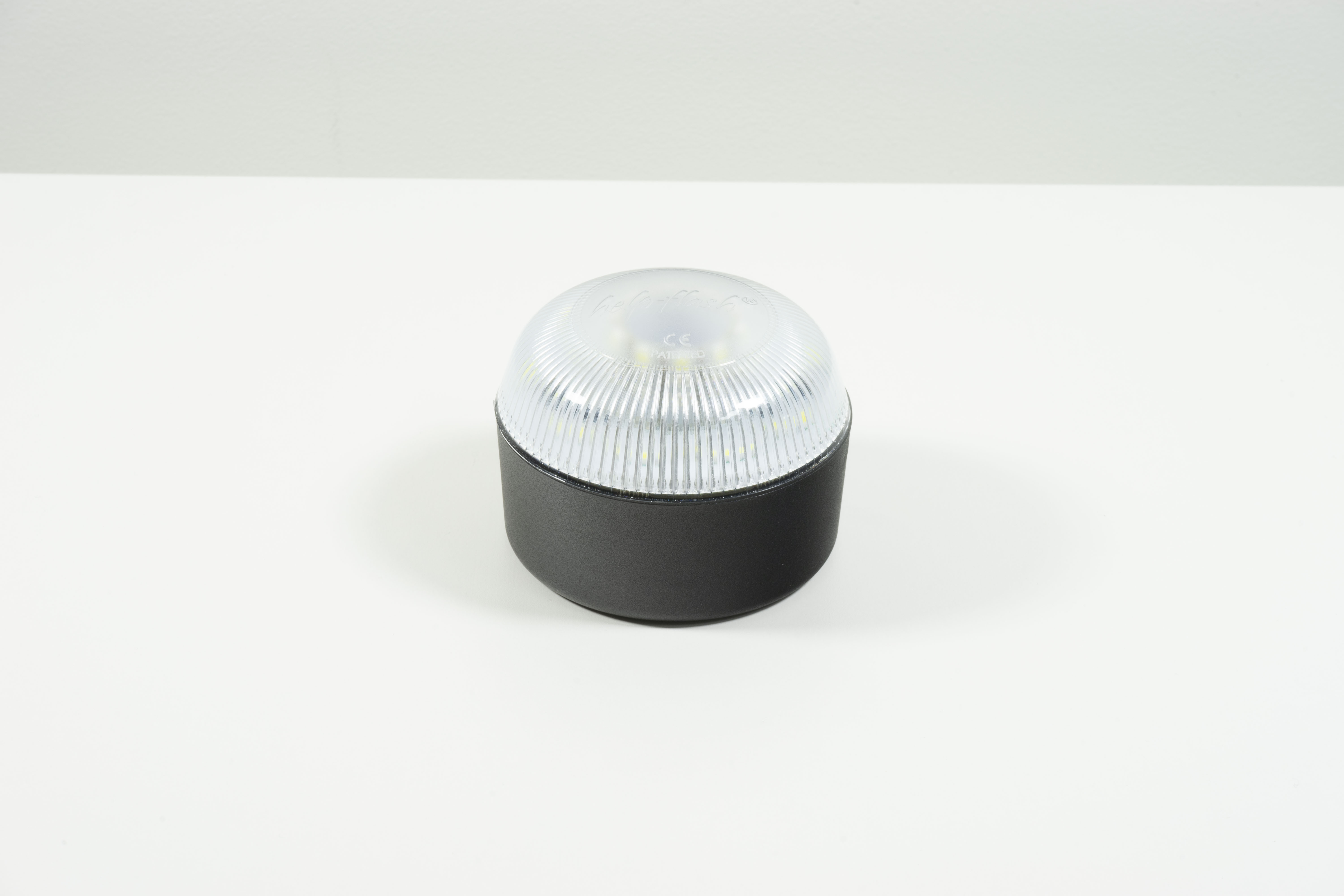
2013, Help Flash Piccolo Comby

En 2020 se lanzó la primera baliza V16 conectada, la Help Flash Smart, que contacta con los servicios de emergencias o de asistencia en carretera mediante la app Incidence. En 2021 se lanzó Help Flash 2.0 y en marzo se aprobó el Real Decreto 159/2021 para la sustitución del triángulo por señales del tipo V16, que en 2026 pasarán a estar conectadas directamente con la Dirección General de Tráfico. 
Actualmente Netun Solutions no tiene relaciones comerciales con su primer fabricante  y el producto más avanzado, Help Flash IoT, se ha desarrollado entre Vodafone y Netun Solutions, y será fabricado en España por Kepar al igual que el resto de dispositivos de la compañía.

## Dispositivos
Existen varios modelos de Help Flash, tanto analógicos como conectados. Sin embargo no es responsabilidad de la empresa que la autoridad competente haya escogido los dispositivos conectados como obligatorios para 2026, dejando los analógicos inutilizados. 

### Help Flash V2.0
Se trata de una baliza analógica que cuenta con un botón que permite programar el modo de funcionamiento, realizar un test de pila y activar el dispositivo con una sola mano. Además de la función como señal luminosa de emergencia, permite ser utilizado como lámpara o linterna por su luz blanca constante. (Esta función está prohibida y no disponible en la versión IoT) Tiene una autonomía de 2,5 horas en modo de emergencia y de 5 horas como luz constante. Funciona con una pila alcalina de 9V 6LR61.

### Help Flash Smart
El dispositivo, tiene la opción de poder ser conectado a un teléfono móvil inteligente mediante Bluetooth y la aplicación Incidence, permitiendo la comunicación directa de la incidencia con la compañía de seguros y los servicios de emergencia, informando de la localización del vehículo. Al igual que el dispositivo original, cuenta con botón de funcionalidades para utilizarse como lámpara y utiliza el mismo tipo de pila alcalina. Debido a la nueva regulacion tenemos la obligación legal de informar que este producto va a ser ilegal a partir del 1 de enero de 2026.

### Help Flash IoT
Además de su funcionalidad como señal de emergencia,  integra tecnología NB-IoT que permitirá  a los demás vehículos de la vía conocer la ubicación exacta de la avería o accidente. La incidencia se reflejará en los paneles de información variable, en los navegadores y en las futuras señales V27, reduciendo considerablemente las posibilidades de atropello o impacto. Mientras esté activado el sistema de geolocalización, el dispositivo envía la ubicación a la nube DGT 3.0, quien la compartirá de forma anónima con vehículos e infraestructuras.

## Reconocimientos
- Premios Galería de Innovación en MOTORTEC 2017.[19]
- III Edición del Premio Emprendedores y Seguridad Vial de FUNDACIÓN LÍNEA DIRECTA, 2017.[20]
- 4ª Edición AXA Opensurance Insurtech, 2017.[21]
- Premio Fundación CNAE, 2017.[22]